# Christian 1. af Anhalt-Bernburg
Fyrst Christian 1. af Anhalt-Bernburg (tysk: Christian I., Fürst von Anhalt-Bernburg; 11. maj 1568 – 17. april 1630) var fyrste af det tyske fyrstendømme Anhalt-Bernburg fra 1603 til sin død i 1630. Fra 1595 var han guvernør i Oberpfalz og blev snart hovedrådgiver for Kurfyrst Frederik 4. af Pfalz.

## Biografi

### Tidlige liv
Christian blev født den 11. maj 1568 i Bernburg i Anhalt som den anden søn af Fyrst Joachim Ernst af Anhalt-Zerbst i hans første ægteskab med Agnes, datter af Grev Wolfgang 1. af Barby-Mühlingen.
I 1570 døde Christians farbror, Bernhard 7. af Anhalt-Zerbst. Christians far blev herefter enehersker over alle de anhaltske lande, der dermed blev forenet for første gang siden deres arvedeling i 1252.

### Fyrste af Anhalt
Ved Fyrst Joachim Ernsts død i 1586 arvede Christian det forende fyrstendømme Anhalt i fællesskab med sine seks brødre i overensstemmelse med Huset Askaniens familieregler, der ikke tillod nogen deling af territorier mellem arvinger. Da hans yngre brødre stadig var mindreårige ved faderens død, fungerede den ældste søn Johan Georg som regent på deres vegne.

### Fyrste af Anhalt-Bernburg
I 1603 delte Joachim Ernsts fem overlevende sønner fyrstendømmet Anhalt mellem sig, hvorved der opstod linjerne Anhalt-Dessau, Anhalt-Bernburg, Anhalt-Plötzkau, Anhalt-Zerbst og Anhalt-Köthen. Christian fik Bernburg og grundlagde linjen Anhalt-Bernburg af Huset Askanien, der regerede i Anhalt-Bernburg frem til linjen uddøde i mandslinjen i 1863, hvorefter det indgik i det forenede hertugdømme Anhalt.

### Død og arvefølge
Fyrst Christian døde 61 år gammel den 17. april 1630 i Bernburg. Han blev efterfulgt som fyrste af Anhalt-Bernburg af sin ældste overlevende søn Christian.

## Eksterne links
- Wikimedia Commons har flere filer relateret til Christian 1. af Anhalt-Bernburg
- Slægten Askaniens officielle hjemmeside Arkiveret 21. august 2018 hos  Wayback Machine

| Christian 1.Huset AskanienFødt: 11. maj 1568 Død: 17. april 1630 | |                                     |
| Titler som regent                                                | |                                     |
| Foregående: Joachim Ernst 1.                                     | Fyrste af Anhalt 1586 – 1603 med Johan Georg 1. Bernhard (8.) August 1. Rudolf 1. Johan Ernst Ludvig 1. | Efterfølgende: Arvedeling af Anhalt |
| Foregående: Arvedeling af Anhalt                                 | Fyrste af Anhalt-Bernburg 1603 – 1630                                                                   | Efterfølgende: Christian 2.         |